# Llista de topònims del Pont de Vilomara i Rocafort
Llista de topònims (noms propis de lloc) del municipi del Pont de Vilomara i Rocafort, al Bages
Informació actualitzada per un bot. Els canvis manuals es perdran quan s'actualitzi!

## assentament humà
| imatge | Nom                 | Ubicat a                               | instància de     | Detalls | coordenades                                                           | Protecció | Commons (més fotos) | Dades a WD                    |
| ------ | ------------------- | -------------------------------------- | ---------------- | ------- | --------------------------------------------------------------------- | --------- | ------------------- | ----------------------------- |
|        | Oristrell           | el Pont de Vilomara i Rocafort         | assentament humà |         | 41° 42′ 33″ N, 1° 54′ 15″ E / 41.70928212052724°N,1.904154124303336°E |           |                     | Modifica les dades a Wikidata |
|        | el Pont de Vilomara | Manresa el Pont de Vilomara i Rocafort | assentament humà |         |                                                                       |           |                     | Modifica les dades a Wikidata |

## conjunt d'edificis
| imatge | Nom                    | Ubicat a                       | instància de       | Detalls | coordenades                                                                          | Protecció | Commons (més fotos) | Dades a WD                    |
| ------ | ---------------------- | ------------------------------ | ------------------ | ------- | ------------------------------------------------------------------------------------ | --------- | ------------------- | ----------------------------- |
|        | Tina de la Pedrera     | el Pont de Vilomara i Rocafort | conjunt d'edificis |         | 41° 40′ 56″ N, 1° 54′ 52″ E / 41.68236°N,1.91447°E ca:Torrent de Santa Creu de Palou |           |                     | Modifica les dades a Wikidata |
|        | Tines Ermitanets       | el Pont de Vilomara i Rocafort | conjunt d'edificis |         | 41° 41′ 10″ N, 1° 54′ 48″ E / 41.68607°N,1.91338°E ca:Serra de Puig Gili             |           |                     | Modifica les dades a Wikidata |
|        | Tines del Docte grup 1 | el Pont de Vilomara i Rocafort | conjunt d'edificis |         | 41° 40′ 57″ N, 1° 55′ 13″ E / 41.68255°N,1.92015°E ca:Camí de la Santa Creu de Palou |           |                     | Modifica les dades a Wikidata |

## curs d'aigua
| imatge | Nom                      | Ubicat a                                                | instància de | Detalls                             | coordenades                                                                                               | Protecció | Commons (més fotos)     | Dades a WD                    |
| ------ | ------------------------ | ------------------------------------------------------- | ------------ | ----------------------------------- | --- | --------- | ----------------------- | ----------------------------- |
|        | riera de Mura            | Mura el Pont de Vilomara i Rocafort Talamanca           | curs d'aigua | Desemboca: Llobregat                | 41° 43′ 23″ N, 1° 52′ 39″ E / 41.723069°N,1.877364°E 41° 41′ 47″ N, 1° 59′ 00″ E / 41.696439°N,1.983407°E |           | Riera de Nespres (Mura) | Modifica les dades a Wikidata |
|        | riera de Santa Magdalena | el Pont de Vilomara i Rocafort                          | curs d'aigua | Desemboca: Llobregat                | 41° 42′ 20″ N, 1° 52′ 15″ E / 41.70551224905795°N,1.8708086013793948°E                                    |           |                         | Modifica les dades a Wikidata |
|        | riera de la Casa Nova    | el Pont de Vilomara i Rocafort                          | curs d'aigua | Desemboca: riera de Santa Magdalena | 41° 42′ 06″ N, 1° 52′ 57″ E / 41.70161132307533°N,1.8826317787170412°E                                    |           |                         | Modifica les dades a Wikidata |
|        | riera de la Santa Creu   | el Pont de Vilomara i Rocafort Sant Vicenç de Castellet | curs d'aigua | Desemboca: riera de la Casa Nova    | 41° 41′ 28″ N, 1° 53′ 53″ E / 41.69117297961629°N,1.8979740142822268°E                                    |           |                         | Modifica les dades a Wikidata |

## element arquitectònic
| imatge | Nom   | Ubicat a                       | instància de          | Detalls | coordenades                                                             | Protecció | Commons (més fotos) | Dades a WD                    |
| ------ | ----- | ------------------------------ | --------------------- | ------- | ----------------------------------------------------------------------- | --------- | ------------------- | ----------------------------- |
|        | Aljub | el Pont de Vilomara i Rocafort | element arquitectònic |         | 41° 42′ 03″ N, 1° 52′ 44″ E / 41.7008°N,1.87878°E ca:Pi rodó            |           |                     | Modifica les dades a Wikidata |
|        | Bassa | el Pont de Vilomara i Rocafort | element arquitectònic |         | 41° 42′ 08″ N, 1° 52′ 35″ E / 41.70219°N,1.87626°E ca:Carrer del Farell |           |                     | Modifica les dades a Wikidata |

## entitat singular de població
| imatge | Nom                            | Ubicat a                       | instància de                                   | Detalls  | coordenades                                                     | Protecció | Commons (més fotos)                       | Dades a WD                    |
| ------ | ------------------------------ | ------------------------------ | ---------------------------------------------- | -------- | --------------------------------------------------------------- | --------- | ----------------------------------------- | ----------------------------- |
|        | Rocafort                       | el Pont de Vilomara i Rocafort | entitat singular de població                   | 77 hab   | 41° 42′ 59″ N, 1° 56′ 07″ E / 41.71626944°N,1.935275°E 432 msnm |           | Rocafort (el Pont de Vilomara i Rocafort) | Modifica les dades a Wikidata |
|        | el Pont de Vilomara i Rocafort | el Pont de Vilomara i Rocafort | entitat singular de població capital municipal | 4062 hab | 41° 42′ 04″ N, 1° 52′ 29″ E / 41.701179°N,1.87466°E 210 msnm    |           | El Pont de Vilomara                       | Modifica les dades a Wikidata |

## església
| imatge | Nom                             | Ubicat a                       | instància de     | Detalls                                                                           | coordenades                                                                                            | Protecció                                            | Commons (més fotos)                           | Dades a WD                    |
| ------ | ------------------------------- | ------------------------------ | ---------------- | --------------------------------------------------------------------------------- | --- | ---------------------------------------------------- | --------------------------------------------- | ----------------------------- |
|        | Mare de Déu de la Divina Gràcia | el Pont de Vilomara i Rocafort | església         | Arquitecte: Josep Oriol Mestres i Esplugas Estil: historicisme arquitectònic 1868 | 41° 42′ 01″ N, 1° 52′ 14″ E / 41.70025°N,1.87069°E ca:Plaça Major, 1                                   | bé integrant del patrimoni cultural català           | Mare de Déu de la Divina Gràcia               | Modifica les dades a Wikidata |
|        | Sant Pere d'Oristrell           | el Pont de Vilomara i Rocafort | església         | Estil: arquitectura popular                                                       | 41° 42′ 33″ N, 1° 54′ 22″ E / 41.709141°N,1.906131°E                                                   | bé integrant del patrimoni cultural català           |                                               | Modifica les dades a Wikidata |
|        | Sant Romà                       | el Pont de Vilomara i Rocafort | església capella |                                                                                   | 41° 42′ 47″ N, 1° 52′ 39″ E / 41.713005181685°N,1.87751227496422°E ca:La Roviralta 288 msnm            |                                                      |                                               | Modifica les dades a Wikidata |
|        | Santa Magdalena del Pla         | el Pont de Vilomara i Rocafort | església         | Estil: arquitectura romànica                                                      | 41° 42′ 15″ N, 1° 52′ 19″ E / 41.7042°N,1.87194°E ca:Passeig de la Pau, s/n 206 msnm                   | bé integrant del patrimoni cultural català           | Santa Magdalena del Pla (el Pont de Vilomara) | Modifica les dades a Wikidata |
|        | Santa Maria de Matadars         | el Pont de Vilomara i Rocafort | església         | Estil: art preromànic Anomenat per: Verge Maria                                   | 41° 41′ 35″ N, 1° 52′ 23″ E / 41.69297222°N,1.87297222°E ca:Carretera de Sant Vicenç de Castellet, s/n | bé d'interès cultural bé cultural d'interès nacional | Santa Maria del Marquet                       | Modifica les dades a Wikidata |
|        | Santa Maria de Rocafort         | el Pont de Vilomara i Rocafort | església         | Estil: arquitectura romànica                                                      | 41° 43′ 01″ N, 1° 56′ 11″ E / 41.716972°N,1.936458°E ca:Plaça de l'Església, s/n - Rocafort            | bé integrant del patrimoni cultural català           | Santa Maria de Rocafort                       | Modifica les dades a Wikidata |

## masia
| imatge | Nom                        | Ubicat a                       | instància de | Detalls       | coordenades                                                                                            | Protecció | Commons (més fotos) | Dades a WD                    |
| ------ | -------------------------- | ------------------------------ | ------------ | ------------- | --- | --------- | ------------------- | ----------------------------- |
|        | Ca la Miquela              | el Pont de Vilomara i Rocafort | masia        |               | 41° 40′ 58″ N, 1° 55′ 15″ E / 41.6826532796309°N,1.92092134920768°E                                    |           |                     | Modifica les dades a Wikidata |
|        | Ca n'Oristrell             | el Pont de Vilomara i Rocafort | masia        |               | 41° 42′ 31″ N, 1° 53′ 52″ E / 41.708498517624°N,1.897863283802°E                                       |           |                     | Modifica les dades a Wikidata |
|        | Cal Bitó                   | el Pont de Vilomara i Rocafort | masia        |               | 41° 42′ 26″ N, 1° 53′ 37″ E / 41.7072879819503°N,1.89352559952068°E                                    |           |                     | Modifica les dades a Wikidata |
|        | Cal Casasaies              | el Pont de Vilomara i Rocafort | masia        | Estat: ruïnós | 41° 41′ 48″ N, 1° 56′ 20″ E / 41.6965568420503°N,1.93895563429936°E 547 msnm                           |           |                     | Modifica les dades a Wikidata |
|        | Cal Martinet               | el Pont de Vilomara i Rocafort | masia        |               | 41° 42′ 08″ N, 1° 53′ 04″ E / 41.7021661069849°N,1.88452737299419°E                                    |           |                     | Modifica les dades a Wikidata |
|        | Cal Nis                    | el Pont de Vilomara i Rocafort | masia        |               | 41° 42′ 09″ N, 1° 53′ 04″ E / 41.7025445681626°N,1.88454486869776°E                                    |           |                     | Modifica les dades a Wikidata |
|        | Can Casajoana              | el Pont de Vilomara i Rocafort | masia        |               | 41° 43′ 15″ N, 1° 54′ 15″ E / 41.7208363257111°N,1.90406495907654°E                                    |           |                     | Modifica les dades a Wikidata |
|        | Can Casassaies             | el Pont de Vilomara i Rocafort | masia        |               | 41° 41′ 49″ N, 1° 56′ 29″ E / 41.6970103897422°N,1.94125556631843°E                                    |           |                     | Modifica les dades a Wikidata |
|        | Can Flequer                | el Pont de Vilomara i Rocafort | masia        |               | 41° 42′ 03″ N, 1° 55′ 17″ E / 41.7009675465249°N,1.92125216800497°E                                    |           |                     | Modifica les dades a Wikidata |
|        | Can Lleonard               | el Pont de Vilomara i Rocafort | masia        |               | 41° 43′ 10″ N, 1° 54′ 51″ E / 41.7195554836888°N,1.91430527868765°E                                    |           |                     | Modifica les dades a Wikidata |
|        | Can Padre                  | el Pont de Vilomara i Rocafort | masia        |               | 41° 40′ 53″ N, 1° 54′ 38″ E / 41.6814475550721°N,1.91054874984116°E                                    |           |                     | Modifica les dades a Wikidata |
|        | Can Plaià                  | el Pont de Vilomara i Rocafort | masia        |               | 41° 42′ 20″ N, 1° 53′ 09″ E / 41.705681017273°N,1.8858922890386°E                                      |           |                     | Modifica les dades a Wikidata |
|        | Can Riera                  | el Pont de Vilomara i Rocafort | masia        |               | 41° 42′ 41″ N, 1° 54′ 48″ E / 41.711348933056°N,1.9134408267638°E ca:Carretera de Pont a Rocafort PK 2 |           |                     | Modifica les dades a Wikidata |
|        | Can Roviralta              | el Pont de Vilomara i Rocafort | masia        |               | 41° 43′ 00″ N, 1° 52′ 47″ E / 41.7168°N,1.87966°E 283 msnm                                             |           |                     | Modifica les dades a Wikidata |
|        | Can Serra                  | el Pont de Vilomara i Rocafort | masia        |               | 41° 43′ 00″ N, 1° 56′ 11″ E / 41.7166904379834°N,1.93636450889819°E                                    |           |                     | Modifica les dades a Wikidata |
|        | Can Serra de Pungrau       | el Pont de Vilomara i Rocafort | masia        |               | 41° 43′ 14″ N, 1° 54′ 41″ E / 41.7204384261442°N,1.91147726846325°E                                    |           |                     | Modifica les dades a Wikidata |
|        | Can Tosques                | el Pont de Vilomara i Rocafort | masia        |               | 41° 43′ 08″ N, 1° 54′ 43″ E / 41.7188589257851°N,1.91208096739127°E                                    |           |                     | Modifica les dades a Wikidata |
|        | Can Víctor                 | el Pont de Vilomara i Rocafort | masia        |               | 41° 41′ 42″ N, 1° 55′ 32″ E / 41.695090639178°N,1.92559248272117°E                                     |           |                     | Modifica les dades a Wikidata |
|        | Cornadelles                | el Pont de Vilomara i Rocafort | masia        |               | 41° 41′ 50″ N, 1° 56′ 07″ E / 41.6971810205289°N,1.93535208981285°E                                    |           |                     | Modifica les dades a Wikidata |
|        | Mas Ventaiol               | el Pont de Vilomara i Rocafort | masia        |               | 41° 43′ 34″ N, 1° 53′ 46″ E / 41.7260563835713°N,1.89612519983809°E ca:El Ventaiol                     |           |                     | Modifica les dades a Wikidata |
|        | el Bofí                    | el Pont de Vilomara i Rocafort | masia        |               | 41° 42′ 29″ N, 1° 56′ 11″ E / 41.707960404449°N,1.9363350562459°E                                      |           |                     | Modifica les dades a Wikidata |
|        | el Marquet                 | el Pont de Vilomara i Rocafort | masia        |               | 41° 41′ 34″ N, 1° 52′ 23″ E / 41.69268°N,1.87313°E ca:Carrer F, s/n                                    |           |                     | Modifica les dades a Wikidata |
|        | el Prat                    | el Pont de Vilomara i Rocafort | masia        |               | 41° 43′ 07″ N, 1° 55′ 56″ E / 41.7185962819469°N,1.93208943409911°E ca:Camí del Prat, 1 - Rocafort     |           |                     | Modifica les dades a Wikidata |
|        | el Salat                   | el Pont de Vilomara i Rocafort | masia        |               | 41° 42′ 18″ N, 1° 55′ 23″ E / 41.705135637936°N,1.9231606804984°E                                      |           |                     | Modifica les dades a Wikidata |
|        | l'Arbocet                  | el Pont de Vilomara i Rocafort | masia        |               | 41° 42′ 37″ N, 1° 55′ 23″ E / 41.7102711891618°N,1.92311600186735°E                                    |           |                     | Modifica les dades a Wikidata |
|        | l'Arbocet Antic            | el Pont de Vilomara i Rocafort | masia        |               | 41° 42′ 39″ N, 1° 55′ 47″ E / 41.7108181274767°N,1.92959778538487°E                                    |           |                     | Modifica les dades a Wikidata |
|        | l'Hostal                   | el Pont de Vilomara i Rocafort | masia        |               | 41° 42′ 05″ N, 1° 52′ 13″ E / 41.7013148601827°N,1.87022815370005°E                                    |           |                     | Modifica les dades a Wikidata |
|        | l'Oliva                    | el Pont de Vilomara i Rocafort | masia        |               | 41° 40′ 55″ N, 1° 54′ 18″ E / 41.681988713288°N,1.90494070959936°E                                     |           |                     | Modifica les dades a Wikidata |
|        | la Casa Nova de Sant Jaume | el Pont de Vilomara i Rocafort | masia        |               | 41° 41′ 45″ N, 1° 53′ 31″ E / 41.695833218372°N,1.8920709196971°E                                      |           |                     | Modifica les dades a Wikidata |
|        | la Caseta                  | el Pont de Vilomara i Rocafort | masia        |               | 41° 42′ 18″ N, 1° 55′ 24″ E / 41.7051113562014°N,1.92323817196692°E                                    |           |                     | Modifica les dades a Wikidata |
|        | les Baiones                | el Pont de Vilomara i Rocafort | masia        |               | 41° 43′ 30″ N, 1° 54′ 13″ E / 41.7249837105818°N,1.90356165330804°E                                    |           |                     | Modifica les dades a Wikidata |
|        | les Grauetes               | el Pont de Vilomara i Rocafort | masia        |               | 41° 42′ 18″ N, 1° 56′ 26″ E / 41.7048950839323°N,1.94066948678322°E                                    |           |                     | Modifica les dades a Wikidata |

## mobiliari urbà
| imatge | Nom                                          | Ubicat a                       | instància de                       | Detalls | coordenades                                                                   | Protecció | Commons (més fotos) | Dades a WD                    |
| ------ | -------------------------------------------- | ------------------------------ | ---------------------------------- | ------- | ----------------------------------------------------------------------------- | --------- | ------------------- | ----------------------------- |
|        | Placa commemorativa                          | el Pont de Vilomara i Rocafort | mobiliari urbà placa commemorativa | 1867    | 41° 42′ 00″ N, 1° 52′ 15″ E / 41.69999°N,1.8708°E ca:Carrer de Santa Maria, 2 |           |                     | Modifica les dades a Wikidata |
|        | Plafó ceràmic de la Plaça de Santa Margarida | el Pont de Vilomara i Rocafort | mobiliari urbà                     | 1999    | 41° 42′ 05″ N, 1° 52′ 18″ E / 41.70141°N,1.8717°E ca:Plaça Santa Margarida    |           |                     | Modifica les dades a Wikidata |

## muntanya
| imatge | Nom             | Ubicat a                       | instància de | Detalls | coordenades                                                         | Protecció | Commons (més fotos) | Dades a WD                    |
| ------ | --------------- | ------------------------------ | ------------ | ------- | ------------------------------------------------------------------- | --------- | ------------------- | ----------------------------- |
|        | Montgròs        | el Pont de Vilomara i Rocafort | muntanya     |         | 41° 42′ 21″ N, 1° 56′ 06″ E / 41.705825°N,1.93488278°E 584.3 msnm   |           |                     | Modifica les dades a Wikidata |
|        | turó de Solanes | el Pont de Vilomara i Rocafort | muntanya     |         | 41° 42′ 47″ N, 1° 53′ 18″ E / 41.71316389°N,1.88846667°E 416.9 msnm |           |                     | Modifica les dades a Wikidata |

## necròpolis
| imatge | Nom                                | Ubicat a                       | instància de | Detalls | coordenades                                                         | Protecció | Commons (més fotos) | Dades a WD                    |
| ------ | ---------------------------------- | ------------------------------ | ------------ | ------- | ------------------------------------------------------------------- | --------- | ------------------- | ----------------------------- |
|        | Tombes de la Creueta               | el Pont de Vilomara i Rocafort | necròpolis   |         | 41° 43′ 14″ N, 1° 54′ 54″ E / 41.7204720774351°N,1.91503521318527°E |           |                     | Modifica les dades a Wikidata |
|        | Tombes de la Solella de les Monges | el Pont de Vilomara i Rocafort | necròpolis   |         | 41° 41′ 44″ N, 1° 53′ 47″ E / 41.6954352044687°N,1.89637260415579°E |           |                     | Modifica les dades a Wikidata |

## nucli de població
| imatge | Nom        | Ubicat a                       | instància de                                           | Detalls | coordenades                                                       | Protecció | Commons (més fotos) | Dades a WD                    |
| ------ | ---------- | ------------------------------ | ------------------------------------------------------ | ------- | ----------------------------------------------------------------- | --------- | ------------------- | ----------------------------- |
|        | River Parc | el Pont de Vilomara i Rocafort | nucli de població nucli d'entitat singular de població | 323 hab | 41° 43′ 02″ N, 1° 53′ 49″ E / 41.71728975°N,1.89684065°E 366 msnm |           |                     | Modifica les dades a Wikidata |
|        | el Marquet | el Pont de Vilomara i Rocafort | nucli de població nucli d'entitat singular de població | 906 hab | 41° 41′ 53″ N, 1° 52′ 18″ E / 41.69795007°N,1.87157254°E 205 msnm |           |                     | Modifica les dades a Wikidata |

## pont
| imatge | Nom              | Ubicat a                               | instància de            | Detalls                                                                                          | coordenades                                                         | Protecció                                                              | Commons (més fotos) | Dades a WD                    |
| ------ | ---------------- | -------------------------------------- | ----------------------- | ------------------------------------------------------------------------------------------------ | ------------------------------------------------------------------- | ---------------------------------------------------------------------- | ------------------- | ----------------------------- |
|        | pont de Rocafort | el Pont de Vilomara i Rocafort         | pont                    |                                                                                                  | 41° 42′ 16″ N, 1° 52′ 35″ E / 41.7043553847738°N,1.87626854587103°E |                                                                        |                     | Modifica les dades a Wikidata |
|        | pont de Vilomara | Manresa el Pont de Vilomara i Rocafort | pont pont d'estil gòtic | Estil: arquitectura popular arquitectura gòtica Travessa: Llobregat Estat: bon estat Llarg: 130m | 41° 42′ 03″ N, 1° 52′ 09″ E / 41.700834°N,1.869102°E 186 msnm       | bé cultural d'interès local bé integrant del patrimoni cultural català | Pont de Vilomara    | Modifica les dades a Wikidata |

## serra
| imatge | Nom                    | Ubicat a                                                | instància de | Detalls | coordenades                                                         | Protecció | Commons (més fotos) | Dades a WD                    |
| ------ | ---------------------- | ------------------------------------------------------- | ------------ | ------- | ------------------------------------------------------------------- | --------- | ------------------- | ----------------------------- |
|        | serra de Coma d'en Bou | Mura el Pont de Vilomara i Rocafort                     | serra        |         | 41° 41′ 51″ N, 1° 56′ 50″ E / 41.697625°N,1.94713889°E 656.8 msnm   |           |                     | Modifica les dades a Wikidata |
|        | serra de Puig Gili     | el Pont de Vilomara i Rocafort                          | serra        |         | 41° 41′ 44″ N, 1° 55′ 02″ E / 41.6955°N,1.91733°E 622.8 msnm        |           |                     | Modifica les dades a Wikidata |
|        | serra dels Ermitanets  | el Pont de Vilomara i Rocafort                          | serra        |         | 41° 41′ 13″ N, 1° 54′ 34″ E / 41.68698056°N,1.90951111°E 502 msnm   |           |                     | Modifica les dades a Wikidata |
|        | serrat dels Trons      | el Pont de Vilomara i Rocafort Sant Vicenç de Castellet | serra        |         | 41° 41′ 13″ N, 1° 53′ 37″ E / 41.68697778°N,1.89355833°E 491.8 msnm |           |                     | Modifica les dades a Wikidata |

## tina
| imatge | Nom                               | Ubicat a                       | instància de | Detalls                                  | coordenades                                                                                     | Protecció                   | Commons (més fotos)        | Dades a WD                    |
| ------ | --------------------------------- | ------------------------------ | ------------ | ---------------------------------------- | ----------------------------------------------------------------------------------------------- | --------------------------- | -------------------------- | ----------------------------- |
|        | Tina del Ventaiol                 | el Pont de Vilomara i Rocafort | tina         | Estil: arquitectura popular              | 41° 43′ 34″ N, 1° 53′ 46″ E / 41.72614°N,1.89601°E ca:Mas Ventaiol, Riera de Mura - Sant Esteve | bé cultural d'interès local |                            | Modifica les dades a Wikidata |
|        | Tines Balmes Roges                | el Pont de Vilomara i Rocafort | tina         | Estil: arquitectura popular              | 41° 41′ 34″ N, 1° 55′ 10″ E / 41.692662°N,1.919386°E                                            | bé cultural d'interès local | Tines: Balmes Roges        | Modifica les dades a Wikidata |
|        | Tines Companyó                    | el Pont de Vilomara i Rocafort | tina         | Estil: arquitectura popular              | 41° 41′ 17″ N, 1° 55′ 32″ E / 41.68792°N,1.92552°E                                              | bé cultural d'interès local |                            | Modifica les dades a Wikidata |
|        | Tines Lluca                       | el Pont de Vilomara i Rocafort | tina         | Estil: arquitectura popular              | 41° 41′ 38″ N, 1° 53′ 48″ E / 41.693872°N,1.896683°E ca:Serra de Puig Gili                      | bé cultural d'interès local |                            | Modifica les dades a Wikidata |
|        | Tines Ratapinyades                | el Pont de Vilomara i Rocafort | tina         | Estil: arquitectura popular              | 41° 41′ 32″ N, 1° 53′ 59″ E / 41.6921°N,1.89975°E                                               | bé cultural d'interès local |                            | Modifica les dades a Wikidata |
|        | Tines d'en Bleda                  | el Pont de Vilomara i Rocafort | tina         |                                          | 41° 42′ 07″ N, 1° 53′ 50″ E / 41.70186°N,1.89721°E                                              |                             | Tines d'en Bleda           | Modifica les dades a Wikidata |
|        | Tines d'en Ricardo                | el Pont de Vilomara i Rocafort | tina         | Estil: arquitectura popular 19th century | 41° 42′ 04″ N, 1° 54′ 41″ E / 41.701089°N,1.911324°E 338 msnm                                   | bé cultural d'interès local | Tines d'en Ricardo         | Modifica les dades a Wikidata |
|        | Tines de Can Padre                | el Pont de Vilomara i Rocafort | tina         | Estil: arquitectura popular              | 41° 40′ 52″ N, 1° 54′ 36″ E / 41.681143°N,1.90987°E                                             | bé cultural d'interès local |                            | Modifica les dades a Wikidata |
|        | Tines de Juan Arnau e Hijo        | el Pont de Vilomara i Rocafort | tina         | Estil: arquitectura popular              | 41° 42′ 46″ N, 1° 54′ 21″ E / 41.71267°N,1.90592°E                                              | bé cultural d'interès local |                            | Modifica les dades a Wikidata |
|        | Tines de l'Escudelleta            | el Pont de Vilomara i Rocafort | tina         | Estil: arquitectura popular              | 41° 42′ 02″ N, 1° 54′ 17″ E / 41.700656°N,1.904601°E ca:Vall del Flequer                        | bé cultural d'interès local | Tines: l'Escudelleta       | Modifica les dades a Wikidata |
|        | Tines de l'Oliva                  | el Pont de Vilomara i Rocafort | tina         | Estil: arquitectura popular              | 41° 40′ 54″ N, 1° 54′ 17″ E / 41.681797°N,1.904786°E                                            | bé cultural d'interès local |                            | Modifica les dades a Wikidata |
|        | Tines de l'Olla                   | el Pont de Vilomara i Rocafort | tina         | Estil: arquitectura popular              | 41° 41′ 41″ N, 1° 54′ 43″ E / 41.69477°N,1.91202°E ca:Serra de Puig Gili                        | bé cultural d'interès local |                            | Modifica les dades a Wikidata |
|        | Tines de la Baga de les Cucoles   | el Pont de Vilomara i Rocafort | tina         | Estil: arquitectura popular              | 41° 43′ 53″ N, 1° 53′ 53″ E / 41.731413°N,1.898076°E                                            | bé cultural d'interès local |                            | Modifica les dades a Wikidata |
|        | Tines de la Pedrera               | el Pont de Vilomara i Rocafort | tina         | Estil: arquitectura popular              |                                                                                                 | bé cultural d'interès local |                            | Modifica les dades a Wikidata |
|        | Tines de la Resclosa del Ventaiol | el Pont de Vilomara i Rocafort | tina         | Estil: arquitectura popular              |                                                                                                 | bé cultural d'interès local |                            | Modifica les dades a Wikidata |
|        | Tines de la Vall del Flequer      | el Pont de Vilomara i Rocafort | tina         |                                          | 41° 42′ 03″ N, 1° 54′ 42″ E / 41.7009216982652°N,1.91161420938713°E                             |                             |                            | Modifica les dades a Wikidata |
|        | Tines de les Solanes              | el Pont de Vilomara i Rocafort | tina         | Estil: arquitectura popular 19th century | 41° 43′ 20″ N, 1° 52′ 54″ E / 41.72228°N,1.8817°E 210 msnm                                      | bé cultural d'interès local | Tines de les Solanes       | Modifica les dades a Wikidata |
|        | Tines del Boines                  | el Pont de Vilomara i Rocafort | tina         | Estil: arquitectura popular              | 41° 41′ 12″ N, 1° 55′ 50″ E / 41.68661°N,1.93057°E ca:Serra de Puig Gili                        | bé cultural d'interès local |                            | Modifica les dades a Wikidata |
|        | Tines del Camí de Sant Esteve     | el Pont de Vilomara i Rocafort | tina         | Estil: arquitectura popular              | 41° 43′ 57″ N, 1° 53′ 51″ E / 41.73237°N,1.8976°E                                               | bé cultural d'interès local |                            | Modifica les dades a Wikidata |
|        | Tines del Camí de Ventaiol        | el Pont de Vilomara i Rocafort | tina         | Estil: arquitectura popular              | 41° 43′ 50″ N, 1° 53′ 35″ E / 41.73046°N,1.89307°E                                              | bé cultural d'interès local |                            | Modifica les dades a Wikidata |
|        | Tines del Camí del Companyó       | el Pont de Vilomara i Rocafort | tina         | Estil: arquitectura popular              | 41° 41′ 10″ N, 1° 55′ 35″ E / 41.68607°N,1.92634°E ca:Serra de Puig Gili                        | bé cultural d'interès local |                            | Modifica les dades a Wikidata |
|        | Tines del Camí del Flequer        | el Pont de Vilomara i Rocafort | tina         | Estil: arquitectura popular              | 41° 42′ 04″ N, 1° 54′ 42″ E / 41.701084°N,1.911775°E                                            |                             | Tines del Camí del Flequer | Modifica les dades a Wikidata |
|        | Tines: Bleda 1                    | el Pont de Vilomara i Rocafort | tina         | Estil: arquitectura popular              | 41° 42′ 09″ N, 1° 53′ 48″ E / 41.70246°N,1.89653°E                                              | bé cultural d'interès local | Tines d'en Bleda: 1        | Modifica les dades a Wikidata |
|        | Tines: Bleda 2                    | el Pont de Vilomara i Rocafort | tina         | Estil: arquitectura popular              | 41° 42′ 07″ N, 1° 53′ 50″ E / 41.70186°N,1.89721°E                                              | bé cultural d'interès local | Tines d'en Bleda: 2        | Modifica les dades a Wikidata |
|        | Tines: Camí del Flequer 1         | el Pont de Vilomara i Rocafort | tina         | Estil: arquitectura popular              | 41° 42′ 04″ N, 1° 54′ 41″ E / 41.701001°N,1.911506°E                                            | bé cultural d'interès local |                            | Modifica les dades a Wikidata |
|        | Tines: Camí del Flequer 2         | el Pont de Vilomara i Rocafort | tina         | Estil: arquitectura popular              | 41° 42′ 04″ N, 1° 54′ 49″ E / 41.701208°N,1.913511°E                                            | bé cultural d'interès local | Tines: Camí del Flequer 2  | Modifica les dades a Wikidata |
|        | Tines: Camí del Flequer 3         | el Pont de Vilomara i Rocafort | tina         | Estil: arquitectura popular 19th century | 41° 42′ 04″ N, 1° 54′ 50″ E / 41.701104°N,1.91394°E                                             | bé cultural d'interès local | Tines: Camí del Flequer 3  | Modifica les dades a Wikidata |

## Misc
| imatge | Nom                                               | Ubicat a                                                                          | instància de                         | Detalls                                                   | coordenades                                                                                               | Protecció                                            | Commons (més fotos)            | Dades a WD                    |
| ------ | ------------------------------------------------- | --------------------------------------------------------------------------------- | ------------------------------------ | --------------------------------------------------------- | --- | ---------------------------------------------------- | ------------------------------ | ----------------------------- |
|        | Antiga cooperativa agrícola                       | el Pont de Vilomara i Rocafort                                                    | edifici                              |                                                           | 41° 42′ 01″ N, 1° 52′ 15″ E / 41.7003°N,1.87094°E ca:Carrer de Santa Magdalena, 4                         |                                                      |                                | Modifica les dades a Wikidata |
|        | Fàbrica Regordosa                                 | el Pont de Vilomara                                                               | edifici industrial fàbrica tèxtil    |                                                           | 41° 41′ 57″ N, 1° 52′ 12″ E / 41.69926°N,1.86996°E                                                        | bé integrant del patrimoni cultural català           |                                | Modifica les dades a Wikidata |
|        | Llobregat                                         | Catalunya província de Barcelona Catalunya Central Àmbit Metropolità de Barcelona | riu                                  | Desemboca: mar Mediterrània Llarg: 175km Conca: 4948.3km² | 42° 16′ 57″ N, 2° 00′ 46″ E / 42.282412°N,2.012826°E 41° 18′ 08″ N, 2° 07′ 55″ E / 41.302248°N,2.131948°E |                                                      | Llobregat                      | Modifica les dades a Wikidata |
|        | Montgros                                          | el Pont de Vilomara i Rocafort                                                    | vèrtex geodèsic                      | Alt: 1.2m                                                 | 41° 42′ 21″ N, 1° 56′ 05″ E / 41.705831°N,1.934845°E 583.718 msnm                                         |                                                      |                                | Modifica les dades a Wikidata |
|        | Monument a Anselm Clavé                           | el Pont de Vilomara i Rocafort                                                    | monument                             | 1982                                                      | 41° 42′ 10″ N, 1° 52′ 25″ E / 41.7027°N,1.87356°E ca:Plaça Anselm Clavé - El Pont de Vilomara             |                                                      |                                | Modifica les dades a Wikidata |
|        | Pedra de les Creus                                | el Pont de Vilomara i Rocafort                                                    | menhir                               |                                                           | 41° 43′ 00″ N, 1° 53′ 33″ E / 41.716707062893°N,1.89236627371558°E                                        |                                                      |                                | Modifica les dades a Wikidata |
|        | Pedrera Montjuïc                                  | el Pont de Vilomara i Rocafort                                                    | pedrera                              |                                                           | 41° 42′ 25″ N, 1° 54′ 08″ E / 41.7068762476671°N,1.9022467691104°E                                        |                                                      |                                | Modifica les dades a Wikidata |
|        | Pla del Llop                                      | el Pont de Vilomara i Rocafort                                                    | indret                               |                                                           | 41° 42′ 39″ N, 1° 52′ 27″ E / 41.7108°N,1.8741°E 250 msnm                                                 |                                                      |                                | Modifica les dades a Wikidata |
|        | Polígon industrial El Pont                        | el Pont de Vilomara i Rocafort                                                    | polígon industrial                   |                                                           | 41° 42′ 25″ N, 1° 52′ 31″ E / 41.7069583654323°N,1.87534579382046°E                                       |                                                      |                                | Modifica les dades a Wikidata |
|        | barraca de vinya                                  | el Pont de Vilomara i Rocafort                                                    | barraca de vinya                     | 19th century                                              | 41° 42′ 09″ N, 1° 52′ 33″ E / 41.70258°N,1.87588°E ca:Carrer del Farell                                   |                                                      |                                | Modifica les dades a Wikidata |
|        | casa consistorial del Pont de Vilomara i Rocafort | el Pont de Vilomara i Rocafort                                                    | casa consistorial                    |                                                           | 41° 42′ 04″ N, 1° 52′ 29″ E / 41.7012094°N,1.874598°E                                                     |                                                      |                                | Modifica les dades a Wikidata |
|        | castell de Rocafort                               | el Pont de Vilomara i Rocafort                                                    | castell                              |                                                           | 41° 42′ 59″ N, 1° 55′ 31″ E / 41.71638889°N,1.92527778°E ca:Rocafort 468 msnm                             | bé d'interès cultural bé cultural d'interès nacional | Castell de Rocafort (Rocafort) | Modifica les dades a Wikidata |
|        | el Pont de Vilomara                               | el Pont de Vilomara i Rocafort                                                    | nucli d'entitat singular de població | 2778 hab                                                  | 41° 42′ 00″ N, 1° 52′ 16″ E / 41.69986456°N,1.87116652°E 204 msnm                                         |                                                      |                                | Modifica les dades a Wikidata |
|        | forn de calç del Torrent de la Santa Creu         | el Pont de Vilomara i Rocafort                                                    | forn de calç                         |                                                           | 41° 41′ 06″ N, 1° 54′ 20″ E / 41.68493°N,1.9056°E ca:Torrent de la Santa Creu - Pla de la Mandra          |                                                      |                                | Modifica les dades a Wikidata |